# 6578 Zapesotskij
6578 Zapesotskij (1980 TQ14) là một tiểu hành tinh vành đai chính được phát hiện ngày 13 tháng 10 năm 1980 bởi T. M. Smirnova ở Nauchnyj.